# Edward Buzzell
Edward Buzzell (* 13. November 1895 in New York; † 11. Januar 1985 in Los Angeles) war ein US-amerikanischer Schauspieler und Regisseur, der in den 1930ern mehrere Filme für MGM drehte. Buzzell trat zunächst am Broadway auf und erhielt dann das Angebot, zum Film zu wechseln. 
Buzzell heiratete 1927 die Schauspielerin Ona Munson, die Scheidung erfolgte 1937. Später heiratete er die Schauspielerin Lorraine Miller.

## Filmografie
- 1932: Unbescholten (Virtue)
- 1935: The Girl Friend
- 1938: Mord wie er im Buche steht (Fast Company)
- 1938: Drei Männer im Paradies (Paradise for Three)
- 1939: Südsee-Nächte (Honolulu)
- 1939: Die Marx Brothers im Zirkus (At the Circus)
- 1940: Go West
- 1943: Best Foot Forward
- 1947: Das Lied vom dünnen Mann (Song of the Thin Man)
- 1949: Neptuns Tochter (Neptune’s Daughter)
- 1950: Die Männerfeindin (A Woman of Distinction)